# Allocareproctus
Allocareproctus és un gènere de peixos pertanyent a la família dels lipàrids.

## Taxonomia
- Allocareproctus jordani (Burke, 1930)[4][5]
- Allocareproctus kallaion (Orr & Busby, 2006)[6]
- Allocareproctus tanix (Orr & Busby, 2006)[6]
- Allocareproctus unangas (Orr & Busby, 2006)[6]
- Allocareproctus ungak (Orr & Busby, 2006)[6][7][8][9][10][11][12]